# マテオ・クリモヴィッツ
- マテオ・クリモヴィッチ

マテオ・クリモヴィッツ（Mateo Klimowicz  ,  2000年7月6日 - ）は、アルゼンチン・コルドバ州コルドバ出身のプロサッカー選手。リーガMXのアトレティコ・サン・ルイスに所属している。ポジションはMF。

## 来歴
2000年に元サッカー選手のディエゴ・クリモヴィッツの息子としてコルドバで生まれる。翌年から父はブンデスリーガでプレーしたこともあり、所属したチームのユースアカデミーの練習に参加するようになり、父は2011年にアルゼンチンに帰国し、インスティトゥートACコルドバでプレーした後に引退。マテオはそのインスティトゥートACコルドバでユース時代を過ごし、2016-17シーズンにプリメーラB・ナシオナル (2部リーグ) でプロデビュー。2017年10月14日のCAアルドシビ戦で、プロ初ゴールを決めた。
2019年5月10日、VfBシュトゥットガルトと5年契約を締結したことが発表された。
2022年9月1日に契約を2025年6月まで延長の上、アルミニア・ビーレフェルトへ2023年6月末までの期限付き移籍をした。
2022年12月30日、ビーレフェルトへの期限付き移籍を終了し、アトレティコ・サン・ルイスへの期限付き移籍が発表された。期間は2023年12月31日まで。

## 人物
- 父のディエゴは、ラージョ・バジェカーノやレアル・バリャドリードなどでプレーした後、2001年から10年間に渡りブンデスリーガで活躍し、ボルシア・ドルトムント、VfLヴォルフスブルク、VfLボーフムなどでプレー。ブンデスリーガ通算で217試合73ゴールを記録した。
- クリモヴィッツ一家の叔父はポーランド人で、ウクライナからアルゼンチンに移住してきたと言われている。
- 2021年にU-21のドイツ代表に招集され、UEFA U-21欧州選手権2021に出場している。但し、マテオがいつドイツ国籍を取得したのかは明らかになっていない。